# Phil Mahre
Philip Mahre (Yakima, Washington, 10. svibnja 1957.) umirovljeni je alpski skijaš koji se smatra jednim od najvećih američkih skijaša svih vremena. Na natjecanjima Svjetskog skijaškog kupa ima 27 pobjeda, drugi je Amerikanac svih vremena, iza Bode Millera. 
Na utrkama Svjetskog kupa nastupao je od 1976. – 1984. a tri puta zaredom je bio prvi u ukupnom poretku, i to sezone 1981., 1982, i 1983. Na Zimskim olimpijskim igrama u Sarajevu osvoji je zlatnu medalju u slalomu, a 1980. na olimpijadi u Lake Placidu osvojio je srebrnu medalju, isto u slalomu.
U Lake Placidu osvoji je i zlatnu medalju na Svjetskom prvenstu u kombinaciji (do godine 1980. u olimpijskim godinama se je olimpijsko natjecanje u alpskom skijanju koristilo i kao Svjetsko prvenstvo u alpskom skijanju, te su se rezultati olimpijskog slalom i spusta računali za titulu svjetskog prvaka u kombinaciji, koja tada nije bila olimpijska disciplina).

## Pobjede u Svjetskom kupu
- 7 pobjeda u veleslalomu
- 9 pobjeda u slalomu
- 11 pobjeda u kombinaciji

## Ukupne pobjede u Svjetskom kupu
Pobjednik Svjetskog skijaškog kupa:
- 1981.
- 1982.
- 1983.

Slalom:
- 1982.

Velelslalom:
- 1982.
- 1983.